# Reymondia tanganyicensis
Reymondia tanganyicensis е вид коремоного от семейство Paludomidae. Видът е световно застрашен, със статут Уязвим.

## Разпространение
Разпространен е в Бурунди и Танзания.